# Sonja Kilbertus
Sonja Kilbertus (* 1981 in Wels, Österreich vmls. Kulkarni) ist eine in der Schweiz und in Deutschland tätige Produzentin, und Autorin. Sie ist Gründerin von Evolution Film, war Mitinhaberin und Produzentin bei DokLab in Bern und ist Vorsitzende des Fachbereichs Film beim Aargauer Kuratorium.

## Leben
Sonja Kilbertus wurde in Wels in Österreich geboren und studierte Filmproduktion, Bildtechnik und Kamera an der Filmakademie Wien. Ihr Abschlussfilm Das große Glück sozusagen (2008, Alexander Stecher) wurde u. a. beim Filmfestival Max-Ophüls-Preis gezeigt. Ihren Berufseinstieg fand sie in München bei blueeyes fiction und devifilm als Producerin und als Lineproducer bei FechnerMedia.
2011 gründete Sonja Kilbertus die Produktionsfirma Evolution Film. Für ihr Treatment Im Spiegel der Pferdegewann sie 2011 den 1. Preis des BR-Telepool Treatment-Wettbewerbs. 2014 wurde MATCH ME! - Liebe in modernen Zeiten (Autorinnen: Lia Jaspers, Sonja Kilbertus) bei DOK Leipzig uraufgeführt und auf internationalen Festivals wie in Sheffield gezeigt. LAS HERMANAS DE ROCINANTE (Autorin: Alexandra Kaufmann) feierte im internationalen Wettbewerb des DOK.fest München Premiere und gewann den Publikumspreis am Festival dei Popoli, AMONG US WOMEN (Autorin: Sarah Noa Bozenhardt) startete im internationalen Wettbewerb von DOK Leipzig 2021 und wurde in enger Zusammenarbeit mit einem äthiopischen Team hergestellt und mit Hiwot Admasu und Beza Hailu koproduziert.
Seit 2015 arbeitet Sonja Kilbertus für und mit Schweizer Produktionsfirmen; 2015–2016 für die RECK Filmproduktion Zürich, 2016–2019 für die DokLab GmbH Bern als Produzentin und Mitinhaberin, ab 2020 für Mirafilm.
In ihrer Zeit bei DokLab verantwortete sie den Kinofilm OSTROV - LOST ISLAND, der ein Festivalliebling geworden ist und u. a. den internationalen Wettbewerb des Dokumentarfilmfestivals Hotdocs, den Berner Filmpreis oder das Guanajuato Filmfestival gewann. BODY OF TRUTH koproduzierte sie mit Indifilm, er lief am Filmfest München 2020 und startete in Deutschland und in der Schweiz in den Kinos, Der in Äthiopien gefilmte TV-Dokumentarfilm DAS STADTEXPERIMENT für Arte wurde 2021 fertiggestellt.
Seit 2021 ist Sonja Kilbertus Fachbereichsvorsitzende für Film im Aargauer Kuratorium und Kommunikationstrainerin für Fokus Empathie.

## Filmografie
- Unter uns Frauen - Geburt in Megendi (2021 AT: Awalatje - Die Hebammen), Produzentin. Buch und Regie: Sarah Noa Bozenhardt, Ko-Regie: Daniel Abate Tilahun. Evolution Film. Koproduktion mit dem ZDF. Gewinner des Pitch Award des Hauses des Dokumentarfilms beim DOK.fest München 2017, Musikkompositionsförderpreis DOK.fest München 2020, Premiere im internationalen Wettbewerb von DOK Leipzig 2021
- Das Stadtexperiment - Eine Zukunft für Äthiopiens Bauern (2021), Produzentin, DokLab, ZDF/Arte
- Urban Genesis (in Fertigstellung), Produzentin für den Kinodokumentarfilm von Dodo Hunziker für DokLab/Schweiz
- Ostrov – Die verlorene Insel (2021), Produzentin für den Kinodokumentarfilm von Laurent Stoop und Svetlana Rodina für Doklab. Weltpremiere Visions du Reél 2021, Gewinner des internationalen Wettbewerbs bei Hotdocs 2021, Camden International Film Festival 2021 - Special Jury Award, El Gouna Film Festival 2021 - Best International Feature Documentary Award / The Cinema for Humanity Award, Guanajuato International Film Festival 2021 - Best International Feature Documentary Award, CineEco Seia 2021 - Honorable mention, Locarno Film Festival 2021 - Panorama Suisse, Verzio International Human Rights Documentary Film Festival 2021, Free Zone Belgrade 2021
- Body of Truth, Produzentin für den Kinodokumentarfilm von Evelyn Schels, als Schweizer Koproduzentin mit Indifilm (Federführend), im Verleih von NFP (Deutschland) für DokLab
- Die Pferderetterin – Spaniens vergessene Tragödie (2019, 43 min), Produzentin für den Fernsehdokumentarfilm für ZDF/Arte von Alexandra Kaufmann für Evolution Film
- Las Hermanas de Rocinante (2019, 82 min.), Produzentin für den Dokumentarfilm von Alexandra Kaufmann für Evolution Film, Koproduktion mit Cinédokké/RSI Schweiz. Gewinner Filmmusikpreis DOK.Fest München 2016, Sales: NewDocs
- Match Me! – How to find love in modern times (2014, 84 min.), Ko-Autorin/Produzentin für Evolution Film für den Kinodokumentarfilm von Lia Jaspers in Koproduktion mit der HFF München, BR und ARTE, Festivals: DOK Leipzig dt. Wettbewerb / DOK.fest München, Docpoint Helsinki/Tallinn, Sheffield Doc/Fest, Crossing Europe etc. / Verleih: W-Film, Sales: NewDocs
- Glücksformeln (2011, 89 min), Producerin für den Kinodokumentarfilm im Auftrag der devifilm GbR, BR, Creado Film AG, Trüby Film. Verleih: Universum Film
- Hexe Lilli, der Drache und das magische Buch (2009) Produktionsassistentin für den Kinospielfilm. Federführende Produktion: blue eyes Fiction in Kopro mit Österreich, Italien und Spanien. Verleih: Walt Disney
- Das große Glück sozusagen (2008, 52 min.), Produzentin, Spielfilm (Abschlussfilm an der Filmakademie Wien) Festivals: Hofer Filmtage, Max Ophüls, Festival D ́Angers etc.